# Смольянинова, Зинаида Михайловна
Зинаи́да Миха́йловна Смольяни́нова (до 1953 — Ку́зькина); 5 августа 1932, Ильинка, Московская область — 3 июня 2019) — советская волейболистка, игрок сборной СССР (1950—1955). чемпионка мира 1952, чемпионка Европы 1950, 6-кратная чемпионка СССР. Связующая. Мастер спорта СССР (1950), кандидат исторических наук (1973).

## Биография
Зинаида Михайловна Кузькина родилась 5 августа 1932 в селе Ильинском Ильинского сельсовета Пронского района Московской области, ныне село Ильинка — административный центр Ильинского сельского поселения Скопинского района Рязанской области.
Выступала за команду «Динамо» (Москва) (1949—1963). В её составе: чемпионка СССР (1951, 1953, 1954, 1960, 1962), серебряный (1949, 1952, 1957, 1958) и бронзовый (1950) призёр союзных первенств, обладатель Кубка СССР (1950, 1951, 1953), победитель Кубка европейских чемпионов 1961. В составе сборной Москвы — чемпионка СССР и Спартакиады народов СССР 1956 года.
В сборной СССР в официальных соревнованиях выступала в 1950—1955 годах. В её составе: чемпионка мира 1952, чемпионка Европы 1950, серебряный призёр чемпионата Европы 1955.
В 1958 году окончила Московский государственный университет имени М. В. Ломоносова.
После окончания спортивной карьеры работала преподавателем в МВТУ им. Н. Э. Баумана.
Кандидат исторических наук. В 1973 году защитила диссертацию «Московская партийная организация во главе трудового героизма комсомольцев в годы Великой Отечественной войны (1941—1945 гг.)».
Зинаида Михайловна Смольянинова умерла 3 июня 2019 года.

## Награды и звания
- Медаль «За доблестный труд в Великой Отечественной войне 1941—1945 гг.»[2]
- Мастер спорта СССР, 1950 год

## Семья
Муж генерал-майор Герман Александрович Смольянинов (8 сентября 1932 — 4 ноября 2017), начальник Управления КГБ СССР по Курганской области, чемпион мира по волейболу.